# شهرستان یوتازینسکی
شهرستان یوتازینسکی (به لاتین: Yutazinsky District) یک شهرستان در روسیه است که در تاتارستان واقع شده‌است.